# M5 Industries
M5 Industries (M5) é uma empresa de efeitos especiais localizada em São Francisco, Califórnia, mais conhecida como a base dos MythBusters. Fundada em 1996 por Jamie Hyneman, se especializou na produção de peças para filmes e televisão, mas agora é uma firma de pesquisa e desenvolvimento.

## História
Em 1996, Jamie Hyneman tomou controle da oficina da Colossal Pictures, usando-a para estabelecer a M5 Industries. Originalmente a empresa produzia peças de efeitos especiais para o cinema, tais como fantoches animatrônicos, como aqueles de James e o Pêssego Gigante e O Estranho Mundo de Jack. M5 Industries também produziu efeitos para muitos comerciais, tais como uma máquina de refrigerantes da 7 Up que dispara latinhas e um tênis da Nike movido por controle remoto.
O lugar foi extensivamente usado para a produção de MythBusters, com a oficina da M5 sendo o lugar principal usado na primeira temporada. Durante a segunda, quando outra equipe foi apresentada, outra oficina localizada na 2200 Jerrold Avenue in San Francisco, apelidada de "M6", foi emprestada. Muitos daqueles que apareceram no MythBusters foram originalmente empregados da M5, notavelmente a Kari Byron.
Desde o fim da produção de MythBusters a empresa deixou de fazer efeitos especiais para filmes e televisão, agora focando em pesquisa e desenvolvimento, como um tanque contra incêndios florestais. A oficina não permite visitas por causa de problemas com a seguradora.

## Nome
O nome da empresa foi sugerido por Adam Savage. Ele queria sugerir ou o nome de um braço do serviço secreto britânico que controí os dispositivos do James Bond (Q Branch) ou do próprio serviço secreto britânico (MI6), mas errou o nome certo e sugeriu M5. Savage diz que Hyneman nunca pagou-lhe o prêmio de $50 por ter tido sua sugestão escolhida.
Grant Imahara disse que quando perguntou ao Jamie o que o "M" significa ao lado de "M5", Jamie disse: "Movies, Monsters, Mechanics, Machining'..." ("Filmes, Monstros, Mecânica, Maquinaria...") e Imahara comicamente imaginou que o M significava mustache ("bigode"). Em 2000, o site da M5 Industries dizia "M5 siguinifica Modelos, Máquinas, Miniaturas, Manufatura... e sim, pelo menos um pouquinho de Mágica."

## Ligação externa
- Site oficial
- Portifólio da M5